# ブリヤート文字
ブリヤート文字（ブリヤートもじ、ブリヤート語: вагиндрын үзэглэл、ロシア語: бурятское письмо、英語: Buryat alphabet）は、20世紀前半にバイカル湖付近（現在のブリヤート共和国周辺）でブリヤート語を表記するのに使われた文字である。ワキンダラー文字（ロシア語: Вагиндра、英語: Vaghintara script, Vagindra Script）とも。

## 概要
トド文字を参考にしてブリヤート語特有の口蓋化子音のz、摩擦音のz、そして咽頭音のh、長母音を表す記号などを表す文字が作られた。また、ブリヤート語の他に、ロシア語の音を写す文字も含まれている。

## 歴史
1905年、チベット仏教僧であるアグワン・ドルジェフによって発明された。1906年5月、啓蒙活動家ジャムツァラノーを中心としてブリヤート人教師や民族教育活動家によって結成された同盟「ブリヤート民族の旗」はこの文字による教育を決め、モンゴル文字を高学年の授業科目として教えることを決めた。その後、1929年に廃止され、変転があったが、現在では完全にキリル文字に取って代られた。